# Долина на тракийските владетели
Долината на тракийските владетели (нарична и Долината на тракийските царе) е популярно наименование, въведено в публично обращение от археолога Георги Китов, което отразява изключително високата концентрация и разнообразие на паметници на тракийската култура в Казанлъшката котловина.
На територията ѝ се предполага, че съществуват над 1500 надгробни могили, от които са проучени около 300. Според изследователите, подобно на Долината на царете в Древен Египет, в Казанлъшкото поле са били погребвани тракийски царе и важни представители на тракийската аристокрация.
През 1944 г. е разкрита Казанлъшката гробница. Между 1948 и 1954 г. при строежа на язовир Копринка е проучен древният град Севтополис. Между 1960-те и 1980-те години на ХХ век е изследван и могилният некропол принадлежащ на жителите му, където са разкрити още две тухлени гробници. През 1965 г. са разкрити Мъглижката и Крънската гробници. Отново през 1960-те години са проучени тракийски могили от римската епоха в землищата на селата Тулово и Дъбово от проф. Л. Гетов. През 1970-те години д-р М. Домарадски проучва селище и прилежащия му некропол в местност „Атанасца“, село Тъжа. От 1992 г. до 2006 г. с кратки прекъсвания продължава изследователската работа на ст.н.с. д-р Георги Китов и ръководената от него ТЕМП (Траколожка експедиция за могилни проучвания). Благодарение на дейността им са проучени около 200 могилни насипа отразяващи погребалните практики на траките през желязната и римската епохи в Казанлъшката долина. Сред разкритите паметници се открояват над 15 гробници в различна степен на запазеност, 3 зидани гроба и множество богати погребения.
Откритието на царско погребение и втора златна маска в Далаковата могила през 2007 г. край сливенското село Тополчане и погребения на аристократи в Друмева могила край Старо село и Якимова могила край Крушаре разширяват географията на Долината по поречието на река Тунджа в Сливенския край. В Долината е видна приемствеността на траките наследили културата от жители обитавали района столетия преди развитието на тракийската цивилизация. Тези следи са видни в Мегалита над село Бузовград, за който се предполага, че съществува от 1800 – 1600 г. пр.н.е. и Севтополис, който е изграден върху по-ранно селище. Днес само Казанлъшката гробница е получила световно признание като паметник включен в списъка на ЮНЕСКО на Световното културно и природно наследство. През септември 2012 г. Община Казанлък подготвя и представя документи, с които ще кандидатства с проект озаглавен „Долината на тракийските царе“ пред ЮНЕСКО за включването на гробните могили Голяма Косматка, Оструша, Шушманец, Хелвеция и Грифони в списъка на Световното културно и природно наследство.
В последните няколко години работата на археолозите продължава успешно с проучването на гробниците при селата Долно Изворово и Бузовград.

## Севтополис
Севтополис е единственото тракийско селище уредено от градски тип. Основан е от тракийския владетел Севт III през 320 – 323 г. пр.н.е. Градът просъществува сравнително кратко време от началото на последната четвърт на IV до средата на III.век пр. Хр., като има индикации и малко след това. Намирал се е в местността „Чифлика“ около 8 km западно от Казанлък. Градът е бил разположен върху невисока тераса по течението на р. Тунджа, която го ограждала от юг и югозапад, а от изток – нейният приток р. Голяма Варовита. Разкрит е при строителните работи на язовир „Копринка“, като проучванията се реализират в периода 1948 – 1954 г. Разкопките са ръководени от проф. Д.П.Димитров и проф. М.Чичикова. Днес руините на Севтополис се намират на дъното на язовир Копринка. В същия период е установено и името му от надпис на канцеларията на Севт. Надписът бил на гръцки и гласял:
| „ | Този надпис да се изчука на две плочи и да се постави в Севтополис, в храма на Великите тракийски богове. | “ |

Севтополис има неправилна петоъгълна форма и се разполага на площ от около 5 хектара. Крепостната му стена е дълга 890 m, като по протежението и предимно от северозапад и североизток са разположени правоъгълни кули и бастиони. Стената е дебела около 2 m с основа от ломени камъни, докато надстройката е била от кирпич нивелиран с дървени греди.
Застрояването на града става еднократно, като са спазени принципите на ортогоналното проектиране (Хиподамова система). Двете порти са от северозапад и югозапад и дават началото на главните улици, които се пресичат под прав ъгъл при градския площад (агората). Една улица е преминавала от вътрешната страна по цялото протежение на крепостната стена. Градът е бил снабден с канализация, няколко кладенеца са задоволявали нуждите от прясна вода. Централно място е заемала агората, където според Севтополския надпис е бил олтарът на Дионис. Около нея са били разположени важните обществени сгради.
В северния сектор на града е цитаделата, обградена със самостоятелна крепостна стена, подсилена също с кули. Монументален вход – пропилон е осъществявал прехода към вътрешния двор. В дъното му е разкрита представителна сграда идентифицирана като царска резиденция. Тя е била с обширно преддверие, вероятно с колонада, зад което са разположени голяма зала измазана с щукатура, оцветена в т.нар. структурен стил и жилищни части.
Предполага се, че извън крепостните стени е живеело обикновеното население и там са били разположени работилниците. За това косвено свидетелстват и многобройните артефакти от разкопките на града – керамичния материал, различните инструменти свързани с каменоделство, дървообработване и металообработване.
Съществено е количеството на импортните стоки – амфорна тара, вносна гръцка керамика, предмети на лукса, монети. Най-многобройни са печатите на остров Тасос, следвани от тези на Синоп, Родос и Хиос. Чернофирнисовата керамика свидетелства за връзките с крайбрежните райони. Що се отнася до монетите – представени са македонските владетели (Филип II, Александър III, Касандър, Лизимах и др.) и единични монети на градове като Месембрия, Аполония Понтика, Енос, Лизимахия. Монетното производство на града е изцяло династическо, т.е. принадлежи на основателя му Севт III. Малкият номинал свидетелства, че са служили на местното монетно обращение, а ареала в който се намират очертава границите на територията контролирана от него.
Успоредно с проучването на града са проведени разкопки, както на принадлежащия към него могилен некропол в местността „Деветте могили“, така и частични на плоски некрополи в непосредствена близост. Резултатите от тях дават важни сведения за особеностите на погребалния обред при траките и в частност на обитателите на Севтополис.

## Казанлъшка гробница
Казанлъшката гробница е открита на 19 април 1944 г. случайно от войници при прокопаването на противосамолетно убежище. Намира се до самия град Казанлък в днешния парк „Тюлбе“. Паметникът на тракийската култура е най-известния от всички като през 1979 г. е включен в списъка на ЮНЕСКО на Световното културно и природно наследство. Оригиналната гробница е консервирана и затворена за посетители като в непосредствена близост до нея е изградена гробница-копие. Тя е проект на архитект Младен Панчев. Художниците, пресъздали стенописите са професор Любен Прашков, Златка Кожухарова и Слави Войков.
Планът, градежът, стилът и техниката на стенописите, както и намерените предмети дават възможност Казанлъшката гробница да се датира в първата половина на ІІІ век пр. Хр. Общата концепция между архитектура и стенописи, уникалният стил и майсторството на художника превръщат гробницата при Казанлък в един от шедьоврите на тракийското изкуство и на античното културно наследство. Предполага се, че това е гробницата на Ройгос, син на тракийския владетел Севт III. Уникалният характер на Тракийската гробница се дължи преди всичко на нейните стенописи.

## Мъглижка гробница
През лятото на 1965 година, на около 3 km западно от Мъглиж, във връзка със строителството на промишлен обект е разкопана тракийска надгробна могила. Тя е била част от голям могилен некропол, разположен върху сравнително голяма площ близо до южните склонове на Стара планина. Проучена е през лятото на 1965 г. от проф. Людмил Гетов. Състои се от малко преддверие, фланкирано от двете страни с по едно правоъгълно помещение, дълъг двуделен коридор (дромос), две правоъгълни отделения и гробна камера.
Гробната камера и конструктивно свързаното с нея второ отделение са изградени от тухли, а останалите помещения – от различни по размери ломени камъни, споени с калов разтвор. Докато покривната конструкция на коридора и първо отделение е била от дървени греди, то на второ отделение и камерата е фалшив свод, получен чрез скосяване на вътрешните лица на тухлите от градежа. В дъното на гробната камера са открити останки от разрушено тухлено гробно легло. Стените на помещенията са били измазани с глинен хастар, който във времето поел твърде много влага, поради което малка част от стенописите са запазени на място. Върху източната стена на помещение две е разкрита част от фриз, състоящ се от ритмично редуващи се четири палмети и три амфори. Върху всяка амфора е изобразена богинята на победата Нике върху колесница (бига) препускаща наляво. В триъгълното поле над входа на гробната камера е запазено изображение на предмети на въоръжението – колчан с поставен в него лък и стрели, върху чийто горен край е преметнато свободно падащо наметало.
Гробницата е използвана дълго време като фамилна, за което свидетелстват допълнителни преустройства и поправки, както по отношение на плана, така и по отношение на декоративната украса. Датира се в средата на ІІІ век пр. Хр.

## Оструша
Могилата Оструша се намира в близост до град Шипка и е разкопана през 1993 г. от екипа на Георги Китов. На 13 април 1993 г. е открит и известния днес гробищно-култов комплекс. Изградена е като храм на бога на безсмъртието Сабазий. Има 6 помещения разположени на площ от 100 m². Едно от помещенията представлява саркофагоподобна камера. Пред комплекса е разкрито ритуално струпване на множество натрошени керамични съдове и архитектурни детайли. Разграничават се три периода на ползване на съоръжението. Първият е около средата на ІV век пр. Хр., когато върху стереобат от големи каменни плочи е монтирана монолитна камера с погребално ложе и стенописи по тавана. Последният е бил с касетъчна конструкция на три нива. Всички полета са били изпълнени със стенописи в синьо, червено, жълто и зелено. Централният кръг е бил покрит със златен варак, останалите полета са стенописвани със сцени с човешки и животински изображения, както и растителни и геометрични орнаменти. По-късно към централната камера са пристроени останалите 5 помещения. През третия етап в края на столетието пред входа е изграден саркофагоподобен гроб, без да бъде извършено погребение в него. Тогава вероятно е извършена и тризната пред съоръжението. Накрая комплексът е засипан.
През ІV век сл. Хр. комплексът е ограбен вероятно от римски войници. Вероятно тогава са унищожени и по-голямата част от стенописите, като непокътната остава само югозападната камера. Гробницата е уникална за това, че е най-ранното доказателство за използването на траките на златото като материал за инкрустация.

## Сарафова могила
Под Сарафовата могила на 27 септември 1995 г. е разкрит подмогилен храм от ІV-ІІІ век пр. Хр. Разположена на 7 km южно от град Шипка. Гробницата е открита на 27 септември 1995 г. по време на редовни археологически разкопки под ръководството на ст.н.с. д-р Г. Китов. Често се нарича и с името „Крън 2“ за да се отдиференцира от разкритата в близост през 1965 г. друга надгробва могила. Гробницата е ограбена в древността.
Състои се от коридор и две правоъгълни камери. Коридорът е изграден от каменни блокове, покрити с оцветена варова мазилка. Имал е двускатен таван покрит с керемиди, който е рухнал и затрупал принесения в жертва на пода кон. Фасадата на гробницата също покрита с цветни хоризонтални пояси. Двете камери са изградени от тухли, подовете са от варова замазка, а стените са покрити с дебел пласт щукатура, върху който са оформени цветни пояси в бяло, червено и черно. Страничните стени се стесняват постепенно и завършват оформяйки островърха арка. Контурите на общите обеми се повтарят и при входовете към двете камери. Входът към втората камера се затваря с еднокрила каменна врата, касетирана отвътре.

## Светицата
На 19 август 2004 г. югоизточно от град Шипка в посока Крън в могилата Светица е разкрит зидан гроб, в който е извършено погребение на представител на тракийската аристокрация от втората половина на V век пр. Хр. В гроба са намерени част от костите на скелета в анатомичен ред, но други липсват, което е причина изследователите да предполагат, че погребаният е последовател на Орфей. Положен е с пълен комплект въоръжение – биметална броня, два меча, върхове за копия и стрели. Като гробни дарове са поставени сребърна чаша, бронзова хидрия, два червенофигурни съда изработени вероятно в Атина, две глинени амфори. Според откритавелите датирането на гробницата и пищното погребение говорят, че вероятно е погребан цар Терес I, който успява да обедини държавата на одрисите и да постави началото на една силна държава
Безспорно най-впечатляващият предмет от погребалния инвентар е златната маска, която е била положена върху лицето на починалия. Изработена е от масивна златна пластина, с тегло 673 грама. Предадени са индивидуални черти – гъста коса, брада и мустаци, очите са притворени. Това е един от най-ранните и най-богати гробове откривани в Долината.

## Голяма Косматка
На 21 септември 2004 г. при разкопки на екипа на ТЕМП на могилата Голяма Косматка е открит внушителен храм от втората половина на V век пр. Хр.
Могилата е насипана като свещен хълм през първата половина на V век пр. Хр. Вероятно през втората половина на века е изграден монументален храм, състоящ се от представителна фасада и три помещения – правоъгълно с двускатно покритие, кръгло с куполно покритие и саркофагоподобна камера изработена от гранитен блок с тегло 60 тона. В началото на ІІІ век пр. Хр. в централната камера е извършен ритуал по погребването на тракийски аристократ, а в първата камера е извършено жертвоприношение на кон. Така сградата променя функцията си, превръщайки се в гробница.
Към фасадата е доизграден 13-метров коридор с каменни стени и дървена покривна конструкция. При затварянето на съоръжението той е опожарен и запълнен със свлеклия се могилен насип. На 7 m южно от входа е положена глава от бронзова статуя – вероятно портретно изображение на погребания тракийски владетел. Инвентарът е изключително богат, представящ лични вещи и гробни дарове изработени от злато, сребро, бронз, алабастър, стъкло, глина, кожа. Сред находките особен интерес предизвикват три предмета – бронзов шлем, сребърна каничка и сребърна чаша, върху които се разчита името „ΣΕΥΘΟΥ“ (на Севт). Този факт, намирането на три бронзови монети на Севт ІІІ в началото на коридора и изключителната прилика в чертите на бронзовата глава с изображенията от монетите на този тракийски владетел, са причина откривателят д-р Георги Китов да изкаже предположението, че това е гробницата на основателя на тракийския град Севтополис. В сърцето на гробницата са открити златен венец на владетел, златна чаша за вино, няколко предмета от военна екипировка. На 7 метра пред фасадата ритуално е погребана бронзова глава от статуята на Севт III.

## Голяма Арсеналка
Храмът в могилата Голяма Арсеналка е от края на 5 и началото на 4 век пр. Хр. и се намира на 2 km югозападно от гр. Шипка в посока Шейново. Гробницата е открита след предварително извършени геофизични изследвания, на 31 август 1995 г. по време на редовни археологически разкопки под ръководството на Георги Китов. Гробницата е ограбена още в древността.
Гробницата се състои от фасада и две камери, с вход на юг. Фасадата е изградена от осем реда обработени гранитни блокове. Входът е бил снабден с двукрила каменна врата. Първата камера е правоъгълна, също изградена от гранитни блокове. Подът е от утъпкана почва, покривът е двускатен. В централната кръгла камера закуполяването започва от втори ред. Стените са изградени от 11 реда блокове. Куполът завършва с хоризонтален ключов камък. Подът е настлан с 28 каменни плочи, подредени в три концентрични пояса около кръгъл каменен блок. Входът към камерата е бил снабден с двукрила каменна врата касетирана от вътрешната страна. Срещу входа и перпендикулярно на него е изградено каменното ложе. В първата камера е бил погребан кон, чиито кости са разбъркани при ограбването на паметника. Откритите единични археологически материали – златни, бронзови и железни предмети, датират извършеното погребение в средата или втората половина на ІV век пр. Хр.

## Хелвеция
Откритото в могила Хелвеция представлява подмогилен храм от V–IV век пр. Хр. Гробницата е открита на 28 юли 1996 г. по време на редовни археологически разкопки под ръководството на Георги Китов. Наречена е в чест на фондацията спонсор на проучването. Разположена на 0,5 km югоизточно от град Шипка.
Гробницата се състои от дълъг и широк коридор, преддверие и правоъгълна камера. Дромосът е изграден от различни по големина ломени и обработени камъни на кална спойка и опира на фуга към фасадата. Подът му, както и подовете на двете помещения са покрити с дебела варова замазка, чието ниво е с чувствителен наклон към изхода на югоизток. Преддверието и камерата са изцяло и отлично запазени, като имат общо пространствено решение и еднакъв градеж – големи, добре обработени блокове, споени със залети с олово железни скоби. Стените са измазани с дебела варова мазилка имитираща каменен градеж чрез дълбоки хоризонтални и вертикални бразди. Измазването маркира поне два строителни периода. До определена височина стените са вертикални, след което има двускатно, слабо дъговидно извито покритие, прекъснато от хоризонтален пояс. В дъното на погребалната камера е прилепено ритуално легло, изградено от дребни камъни и измазано като стените. При страничните стени има по една каменна пейка. Достъпът до централното помещение се осъществява чрез двукрила касетирана каменна врата, отваряща се навътре. Гробницата е ограбена още в древността, като в преддверието е открит скелет на кон в анатомичен ред. Друг конски скелет е намерен пред челото на източната стена на коридора.

## Грифони
Гробницата е открита на 18 август 1996 г. по време на редовни археологически разкопки под ръководството на Георги Китов и се датира от 5 и началото на 4 век пр. Хр. Намира се на половин километър югоизточно от град Шипка в близост до могила Хелвеция. Смята се, че е изграден през V век пр. Хр., след което тук е извършено погребение на знатен тракиец. Съоръжението е ограбено още в древността, като при разкопките са намерени две златни мъниста и нехарактерни фрагменти от сребро и бронз. Храмът е наречен с името на митично същество приличащо на лъв с орлова глава от откривателите си заради изобразените над входа на преддверието фигури, които приличат на глави на грифони. Градежът от каменни блокове е най-добре изпълненият куполен строеж от тази епоха.
Състои се от дълъг коридор и две камери. Има представителна фасада и фалшив релефен фронтон, разположен над входа за първата камера. Фасадата е обърната на югоизток, страничните и краища са скрити от допълнително прилепените към нея страни на коридора, който е с два строителни периода. И в двата е бил открит, като над фасадата е имало навес или козирка от плоски и извити керемиди. Първата камера е правоъгълна по план, с двускатно покритие, докато втората е кръгла – с куполно покритие. Входовете към двете камери са снабдени с отварящи се навън двукрили каменни врати. Подовете и на двете помещения са покрити с дебела варова замазка. В кръглата камера, към страничните стени на пода са монтирани големи плочи – подиуми. Ритуалното каменно ложе е прецизно изпълнено, като върху предната плоча пластично е представено клине. Пред леглото е монтиран подвижен каменен блок с профилирано лице.

## Шушманец
Храмът в могилата Шушманец се намира в непосредствена близост до Грифони и Хелвеция и е разкрит на 28 август 1996 г. благодарение на финансовата помощ от фондация Хелвеция. Датира се от ІV век пр. Хр. като храм и използвана поне 150 години. Уникален е с това, че е единственият открит тракийски храм с колони и в преддверието, и в камерата.
Състои се от коридор, фасада, преддверие и кръгла камера. Изграден е в предварително натрупан могилен насип. Стените на коридора са изградени от речни и ломени камъни и имат два етапа на изграждане. Фасадата е оформена от идеално обработени гранитни блокове подредени в 10 реда. Някога е имала фронтон, за чието съществуване свидетелства намереният при разкопките антефикс във формата на полупалмета. В самата фасада чрез дъговидно изрязване на вътрешната страна на блоковете е оформена арката на преддверието. То е с правоъгълен план, като в централната част е поставена каменна колона изпълнена в йонийски стил. При разкопките върху пода на това помещение са намерени костите на шест животни – четири коня и две кучета, за които се предполага че са пренесени в жертва като част от погребалната церемония.
Над входа към централната камера е моделиран релефно фронтон с акротерий във формата на палмета и два антефикса в краищата. От вътрешната страна на този вход са били монтирани две касетирани каменни врати, украсени с врязани стилизирани слънчеви дискове, оцветени в червено. Погребалната камера е с кръгъл план и куполно покритие. Цялата и повърхност е била покрита с бяла щукатура. В центъра и, под ключовия камък, се издига изящна колона в дорийски стил. Стените са разделени на три хоризонтални пояса, като първият е със седем полуколони в дорийски стил. В северния сектор на камерата е било разположено каменно ложе. Въз основа единствено на архитектурните особености на съоръжението, поради липсата на подемен археологически материал е трудно да се направи прецизно датиране.

## Сашова могила
Сашовата могила е разположена на 4 km западно от град Шипка. На 24 август 1995 г. в могилата е открита неограбена тракийска гробница по време на редовни археологически разкопки под ръководството на Георги Китов. Плана и пространственото оформление свидетелстват за съчетаване на различни строителни традиции, които се отнасят към втората половина на 4 век пр. Хр. или началото на 3 век пр. Хр., а археологическият материал позволява погребението в камерата да се отнесе към първата половина на ІІ век пр. Хр.
Състои се от коридор и две камери, с вход на югоизток. Коридорът е изграден от речни и ломени камъни, с два строителни периода. Първата камера е правоъгълна по план. Стените и покривът са изградени от добре обработени бели, черни, червени и зелени варовикови и гранитни блокове. Покривът е на три нива. Подът е от утъпкана почва. Централната камера е разположена напречно на осевата линия, има правоъгълна форма и полуцилиндрично покритие. Засводяването започва след петия ред. Вляво от входа, е изградено примитивно каменно ложе. Върху него са положени останките от погребение на мъж извършено, чрез трупополагане. Инвентарът е представен от над 50 вещи от злато, сребро, бронз, желязо, глина. В североизточната половина на камерата е погребан кон. Върху страниците на входа към централната камера с остър предмет са врязани силно стилизирани изображения на воини.

## Мегалит над село Бузовград
Мегалитът над село Бузовград е може би най-древният от известните обекти в Долината на тракийските владетели. Представлява древно светилище от времето на късния енеолит и началото на бронзовата епоха и практически не се намира в Казанлъшката котловина. Разположен е по северните склонове на Сърнена Средна гора в близост до село Бузовград, община Казанлък. Мегалитът представлява скална група, в която чрез изсичане е обособен отвор наречен Слънчевата врата с височина около 1,80 m. Изграден е така, че Слънцето попада в „прозореца“ при залез. В района на мегалита е разпръснат част от праха на починалия през 2006 г. траколог Александър Фол. В близост до Слънчевата врата се намира друго скално образувание наречено „Бащин камък“, предполага се че има и некропол, а на няколкостотин метра се намира и ранновизантийска крепост.

## Далакова могила
Далаковата могила се намира на североизток от сливенското село Тополчане. През лятото на 2007 г. екип на експедиция ТЕМП, ръководена от д-р Георги Китов, тук прави поредно голямо археологическо откритие. При проучване на могилния некропол е открит богат тракийски царски гроб с гробни дарове. Днес всички тези находки се намират в Регионалния исторически музей в Сливен.
Открит е скелет на мъж с височина 170 cm без черепа, който е открит отзелен от трупа и положен около таза. Тялото е разчленено след смъртта според орфическата традиция. В потвърждение на тези предположения на откривателите е открит златен пръстен. Той се е намирал на фаланга отделена от отрязан пръст. Пръстенът е масивен и представлява печат, на който да записани имената Терес и Севт. Екипът открил некропола предполага, че тук е погребан Терес ІІ. Сред другите открити ценни артефакти са две златни фиали и златна маска, много бронзови съдове и два сребърни ритона – единият прилича на сърнешките глави от Панагюрското съкровище, а другият е във формата на рог, завършващ с тяло на кентавър. Златната маска е доста по-малка и недотам красиво изработена като тази от могилата Светицата. Предполага се, че е украсявала дървен шлем, обвит в кожа и е целяла да респектира враговете с богатството на тракийския владетел.

## Друмева могила
Друмевата могила се намира в близост до сливенското село Старо село. Наречена е така от Георги Китов в чест на кметицата на селото – Ана Друмева. Вероятно Друмевата могила е била храм на Слънцето. Тя е заобиколена от каменна ограда – крепида. При проучването на могилата са открити златни обеци от ІІ – ІІІ век, две сребърни гривни и три бронзови пръстена в римски тухлен гроб в самия могилен насип. Предполага се, че там е погребана жена. В устата и е намерена траурна бронзова монета, а около врата и е имало глинени мъниста.

## Якимова могила
В Якимовата могила в близост до село Крушаре на 16 авкуст 2008 г. е открито погребение на знатен тракийски войн от 5 век пр.н.е. Открити са и бронзов съд с гръцки букви на него и златен пръстен печат.